# Cerkiew św. Michała Archanioła w Skidlu
Cerkiew św. Michała Archanioła – prawosławna cerkiew parafialna w Skidlu, w dekanacie skidelskim eparchii grodzieńskiej i wołkowyskiej Egzarchatu Białoruskiego Patriarchatu Moskiewskiego.
Świątynia znajduje się na terenie cmentarza.

## Historia
Cerkiew zbudowano w 1851 jako cmentarną. Po zniszczeniu wskutek pożaru cerkwi Opieki Matki Bożej (22 czerwca 1941), cerkiew św. Michała Archanioła zaczęła pełnić funkcje świątyni parafialnej. W 1991 obiekt poszerzono, a w latach 1994–1996 drewniane ściany obłożono cegłą. Po zakończeniu przebudowy, świątynia została konsekrowana (1996) przez metropolitę mińskiego i słuckiego Filareta.
W 2014 w Skidlu utworzono drugą parafię prawosławną i oddano do użytku jej świątynię – cerkiew Świętych Nowomęczenników i Wyznawców Ziemi Białoruskiej.

## Architektura
Budowla drewniano-murowana. Od frontu drewniana wieża-dzwonnica, zwieńczona ośmiobocznym dachem namiotowym z kopułą. Nad częścią środkową ośmioboczny bęben, zwieńczony kopułą. Okna półkoliste. Fasada ozdobiona frontonem oraz niszami z krzyżami.